# Spook & The Guay
Spook & The Guay es un grupo de música francés de rock alternativo mezcla de reggae, ragga y ska.

## Discografía
- Mi Tierra (1998)
- Ocho Rios (1999)
- Spook and the guay en concert (2001)
- La Vida Sonora (2002)